# Błonianka Błonie
KS Błonianka Błonie – polski klub sportowy założony w 1917 roku, mający swą siedzibę w Błoniu k. Warszawy.

## Informacje ogólne
- Pełna nazwa: Klub Sportowy Błonianka Błonie
- Rok założenia: 1917
- Barwy klubowe: biało-zielone
- Adres: ul. Legionów 3a, 05-870 Błonie
- Stadion: Stadion Miejski w Błoniu
  - wymiary: 100 × 70 m[1]
  - pojemność: 320[1]
  - oświetlenie: brak[1]

| sezon     | klasa rozgrywkowa              | poziom ligowy | osiągnięcia, uwagi                  |
| --------- | ------------------------------ | ------------- | ----------------------------------- |
| 1917-1944 |                                |               | brak danych                         |
| 1945      |                                |               | brak danych                         |
| 1946      | Klasa B                        | III           |                                     |
| 1947      | Klasa B                        | III           | 7. miejsce                          |
| 1947/48   |                                |               |                                     |
| 1948/49   | Klasa B                        | III           | 7. miejsce                          |
| 1949/50   | Klasa A                        | III           | 3. miejsce                          |
| 1950      | Klasa A                        | III           | 3. miejsce                          |
| 1951      | WKKF Klasa Wydzielona          | III           | 3. miejsce                          |
| 1952      | WKKF Pierwsza Klasa Wydzielona | III           | 3. miejsce                          |
| 1953      | Klasa A                        | IV            | 3. miejsce                          |
| 1954      | Klasa A                        | IV            | 9. miejsce, spadek                  |
| 1955      | Klasa B                        | V             | 1. miejsce, awans                   |
| 1956      | Klasa A                        | IV            | 6. miejsce                          |
| 1957      | Klasa A                        | IV            | 6. miejsce                          |
| 1958      | Klasa A                        | IV            | 6. miejsce                          |
| 1959      | Klasa A                        | IV            | 8. miejsce                          |
| 1960      | Klasa A                        | IV            | 9. miejsce                          |
| 1960/61   | Klasa A                        | IV            | 11. miejsce, spadek                 |
| 1961/62   | Klasa B                        | V             | 1. miejsce, awans                   |
| 1962/63   | Klasa A                        | IV            | 9. miejsce                          |
| 1963/64   | Klasa A                        | IV            | 12. miejsce, spadek                 |
| 1964/65   | Klasa B                        | V             | 1. miejsce, awans                   |
| 1965/66   | Klasa A                        | IV            | 6. miejsce                          |
| 1966/67   | Klasa A                        | V             | 4. miejsce                          |
| 1967/68   | Klasa A                        | V             | 6. miejsce                          |
| 1968/69   | Klasa A                        | V             | 3. miejsce                          |
| 1969/70   | Klasa A                        | V             | 2. miejsce                          |
| 1970/71   | Klasa A                        | V             | 1. miejsce, awans                   |
| 1971/72   | Liga Okręgowa                  | IV            | 2. miejsce                          |
| 1972/73   | Liga Okręgowa                  | IV            | 1. miejsce                          |
| 1973/74   | Liga Okręgowa                  | IV            | 4. miejsce                          |
| 1974/75   | Liga Okręgowa                  | III           | 2. miejsce                          |
| 1975/76   | Liga Okręgowa                  | III           | 1. miejsce, karna degradacja        |
| 1976/77   | Klasa A                        | IV            | 1. miejsce, awans                   |
| 1977/78   | Liga Międzywojewódzka          | III           | 11. miejsce, spadek                 |
| 1978/79   | Liga Wojewódzka                | IV            | 3. miejsce                          |
| 1979/80   | Liga Okręgowa                  | IV            | 11. miejsce                         |
| 1980/81   | Liga Okręgowa                  | IV            | 12. miejsce                         |
| 1981/82   | Liga Okręgowa                  | IV            | 14. miejsce, spadek                 |
| 1982/83   | Klasa A                        | V             | 14. miejsce, spadek                 |
| 1983/84   | Klasa B                        | VI            | 1. miejsce, awans                   |
| 1984/85   | Klasa A                        | V             | 12. miejsce                         |
| 1985/86   | Klasa A                        | V             | 5. miejsce                          |
| 1986/87   | Klasa A                        | V             | 8. miejsce                          |
| 1987/88   | Klasa A                        | V             | 6. miejsce                          |
| 1988/89   | Klasa A                        | V             | 6. miejsce                          |
| 1989/90   | Klasa A                        | VI            | 5. miejsce                          |
| 1990/91   | Klasa A                        | VI            | 11. miejsce                         |
| 1991/92   | Klasa A                        | VI            | 10. miejsce                         |
| 1992/93   | Klasa A                        | VI            | 12. miejsce                         |
| 1993/94   | Klasa A                        | VI            | 8. miejsce                          |
| 1994/95   | Klasa A                        | VI            | 8. miejsce                          |
| 1995/96   | Klasa A                        | VI            | 3. miejsce                          |
| 1996/97   | Klasa A                        | VI            | 4. miejsce                          |
| 1997/98   | Klasa A                        | VI            | 1. miejsce, awans                   |
| 1998/99   | Liga Okręgowa                  | V             | 4. miejsce                          |
| 1999/00   | Liga Okręgowa                  | V             | 1. miejsce, awans                   |
| 2000/01   | IV Liga                        | IV            | 10. miejsce                         |
| 2001/02   | IV Liga                        | IV            | 15. miejsce, spadek                 |
| 2002/03   | Mazowiecka Liga Seniorów       | V             | 14. miejsce, utrzymanie po barażach |
| 2003/04   | Mazowiecka Liga Seniorów       | V             | 16. miejsce, spadek                 |
| 2004/05   | Liga Okręgowa                  | VI            | 16. miejsce, spadek                 |
| 2005/06   | Klasa A                        | VII           | 4. miejsce                          |
| 2006/07   | Klasa A                        | VII           | 1. miejsce, awans                   |
| 2007/08   | Liga Okręgowa                  | VI            | 12. miejsce, spadek                 |
| 2008/09   | Klasa A                        | VII           | 4. miejsce                          |
| 2009/10   | Klasa A                        | VII           | 1. miejsce, awans                   |
| 2010/11   | Liga Okręgowa                  | VI            | 13. miejsce                         |
| 2011/12   | Liga Okręgowa                  | VI            | 15. miejsce, spadek                 |
| 2012/13   | Klasa A                        | VII           | 1. miejsce, awans                   |
| 2013/14   | Liga Okręgowa                  | VI            | 6. miejsce                          |
| 2014/15   | Liga Okręgowa                  | VI            | 1. miejsce, awans                   |
| 2015/16   | IV Liga                        | V             | 11. miejsce                         |
| 2016/17   | IV Liga                        | V             | 11. miejsce                         |
| 2017/18   | IV Liga                        | V             | 8. miejsce                          |
| 2018/19   | IV Liga                        | V             | 3. miejsce                          |
| 2019/20   | IV Liga                        | V             | 1. miejsce, awans                   |
| 2020/21   | III Liga                       | IV            | 11. miejsce                         |
| 2021/22   | III Liga                       | IV            | 5. miejsce                          |
| 2022/23   | III liga                       | IV            | 17. miejsce, spadek                 |
| 2023/24   | IV liga                        | V             | 13. miejsce                         |
| 2024/25   | IV liga                        | V             | 15. miejsce                         |

## Sukcesy
- udział w rozgrywkach III ligi:
  - sezon 1974/75 (2. miejsce)
  - sezon 1975/76 (1. miejsce; udział w eliminacjach do gry w II lidze)
  - sezon 1977/78 (11. miejsce)
- udział w rozgrywkach o Puchar Polski na szczeblu centralnym:
  - sezon 1965/66: 1 runda (RKS Błonie – Mazur Ełk 0:1)
  - sezon 1977/78: 1 runda?, 2 runda (RKS Błonie – Zagłębie Wałbrzych 1:2)
  - sezon 1978/79: 1 runda (Rudzki KS Łódź – RKS Błonie 0:2), 2 runda (RKS Błonie – Stilon Gorzów 1:5)
- finał turnieju o „Puchar Przeglądu Sportowego i Sportu” (1958)
  - w kolejnych pojedynkach zespół z Błonia pokonuje: Mazur Karczew 2:1, Orlęta Dęblin 4:2, Wisłę Płock 4:3, Marymont Warszawa po rzutach karnych (półfinał). Dopiero w finale przegrywa na stadionie Legii z gospodarzami 1:5
- znani trenerzy:
  - Andrzej Zeleney
  - Andrzej Zamilski
  - Jerzy Woźniak
  - Stanisław Hachorek
  - Jerzy Engel
- znani piłkarze:
  - Jerzy Woźniak
  - Ireneusz Zawadzki